# Enslavement of Beauty
Enslavement of Beauty — группа из Норвегии, играющая в стиле мелодик-блэк/готик-метал. Вокал, в основном, скриминговый, хотя в альбоме Megalomania присутствует и женский вокал. Стержень музыки — гипермелодичный симфонический блэк-метал с сильным готическим привкусом, приправленный обилием нетривиальных и чужеродных для стиля решений.

## Текущий состав
- Оле Александер Мюрхольт (Ole Alexander Myrholt) — вокал
- Тони Юджин Тунхейм (Tony Eugene Tunheim) — гитара, клавишные инструменты
- Асгейр Микельсон (Asgeir Mickelson) — ударные инструменты
- Ханс-Оге Хольмен (Hans-Aage Holmen) — бас

## Дискография

### Полноформатные альбомы
- Devilry And Temptation  (1998) — Promo — альбом
- Traces O' Red (1999) — лейбл Art Music Group
- Megalomania (2001) — лейбл Art Music Group
- Mere Contemplations (2007) — лейбл Art Music Group
- The Perdition Ep (2009)

### Видео
- Lush (2008) — клип снят в Бергене